# Тони Цетински
Антони „Тони” Цетински (хрв. Anthony „Tony” Cetinski; Пула, 31. мај 1969) хрватски је пјевач.

## Биографија
Почео је пјевати са 15 година са локалним групама на гитаријадама. Његов омиљени инструмент је клавир, а поред тога свира бубњеве и бас-гитару. Године 1991, из Ровиња се преселио у Загреб гдје започиње своју самосталну професионалну каријеру.
Представљао је Хрватску на Пјесми Евровизије 1994. пјесмом Жељена Клаштерке Нек’ ти буде љубав сва.
Био је члан жирија на музичким такмичењима Хрватска тражи звијезду и The Voice — Најљепши глас Хрватске.

## Дискографија
- Срце никад не лаже (1991)
- Љубомора 1 (1992)
- Љубомора 2 (1993)
- Љубав и бол (1995)
- Прах и пепео (1996)
- А1 (1998)
- (2000)
- А сада... (2003)
- Буди уз мене (2005)
- Ако то се зове љубав (2008)
- Опет си побиједила (2012)
- Као у сну (2018)

## Фестивали
Југословенски избор за Евросонг:
- Марина, осмо место, Сарајево '91

Опатија:
- Не питај за њу (дует са Неном Беланом), '93

Дора, Опатија:
- Нек' те загрли неко сретнији, шесто место, '93
- Нек' ти буде љубав сва, победничка песма / Евросонг, 16. место
- Из дана у дан, пето место, 2001
- Запјевај, слобода је (дует са Кристијаном Кикијем Рахимовским), 2021

Сплит:
- На крају путовања, трећа награда стручног жирија, '93
- Ти, друга награда публике, '95
- Нека ноћас дођу сви, прва награда стручног жирија и победничка песма, '96
- Моја мала краљице, '97
- Миљама далеко (дует са Никицом Лесићем), '99
- Путник , 2000
- Добар дан ти, душо (дует са Зорицом Конџом), прва награда публике и победничка песма, 2001

Мелодије хрватског Јадрана, Сплит:
- Морски вук (дует са Оливером Драгојевићем), Сребрни галеб друга награда публике, '95

Мелодије Истре и Кварнера:
- Санта Еуфемија, друга награда публике, '93

Осфест, Осијек:
- Нисам сам, '96

Хрватски радијски фестивал:
- Чаша вина, '97
- Ритам ноћи, '99
- Звијезда, 2002
- Благо оном тко те има, награда жирија музичких уметника, 2003
- Буди уз мене, награда жирија музичких уметника, 2004
- Кад би дао Бог, награда жирија музичких уметника, 2005
- Све је с тобом напокон на мјесту, победничка песма, 2006

Задар:
- Као некад, '97
- Све своје снове, 2002

Далматинска шансона, Шибеник:
- Ти, само ти (Вече старих песама), '99

Пјесма Медитерана, Будва:
- Као јучер, друга награда, 2000

Бихаћ:
- Све бих опет, награда за аранжман, друга награда стручног жирија и публике, 2003

Сунчане скале, Херцег Нови:
- Човјек од леда, друга награда, 2005

Руњићеве вечери, Сплит:
- Опрости ми папе, 2011

Београдско пролеће:
- Чувам љубав, специјална награда NAXI радија, прва награда публике, победничка песма, 2022}}